# Saulzoir
Saulzoir é uma comuna francesa na região administrativa de Altos da França, no departamento do Norte. Estende-se por uma área de 10.1 km². Em 2010 a comuna tinha 1 739 habitantes (densidade: 172,2 hab./km²).